# Daniele Paris
Daniele Paris (Frosinone, 18 novembre 1921 – Alatri, 16 agosto 1989) è stato un musicista italiano.

## Carriera
Compositore, musicista e pedagogo, ha svolto un ruolo di assoluto primo piano nelle vicende della Nuova Musica, particolarmente a Roma e a Palermo. Ha studiato pianoforte, organo (con Ferdinando Germani), composizione (con Goffredo Petrassi) e direzione d'orchestra (con Paul van Kempen). Negli anni sessanta è stato, nel campo della direzione, fra i protagonisti della nuova musica. È stato socio fondatore di Nuova Consonanza, e direttore artistico delle Settimane Internazionali di Nuova Musica di Palermo, realizzando numerose prime esecuzioni di compositori come Stockhausen, Luigi Nono, Franco Donatoni, Aldo Clementi, Sylvano Bussotti, Domenico Guaccero, Luciano Berio, Egisto Macchi e John Cage. Negli anni settanta si è dedicato all'insegnamento e alla promozione musicale. Tra i promotori della scuola di Musica Licino Refice di Frosinone (trasformata poi in conservatorio). Autore e compositore di colonne sonore per film, documentari e sceneggiati televisivi, importante in particolar modo la sua collaborazione con Liliana Cavani.
Massone, fu membro delle logge del Grande Oriente d'Italia Italia e Romagnosi, entrambe di Roma.

## Colonne sonore
- The Country Doctor (cortometraggio), regia di Lorenza Mazzetti (1953)
- I cattivi vanno in Paradiso, regia di Lorenza Mazzetti e Dionisio (=Denis) Horne (1959)
- Storie del Terzo Reich , regia di Liliana Cavani (1961)
- Vita di Dante, regia di Vittorio Cottafavi (1965)
- Milarepa, regia di Liliana Cavani (1974)
- Il portiere di notte, regia di Liliana Cavani (1974)
- Al di là del bene e del male, regia di Liliana Cavani (1977)